# Rheumaptera pallidata
Rheumaptera pallidata là một loài bướm đêm trong họ Geometridae.